# Micrambe villosa
Micrambe villosa är en skalbaggsart som först beskrevs av Oswald Heer 1841.  Micrambe villosa ingår i släktet Micrambe, och familjen fuktbaggar. Arten är reproducerande i Sverige.